# Колесо истории (телеигра)
Колесо истории — развлекательная телеигра на историческую тематику. Производство телекомпании «Каскад ТВ» (до конца 1997 с режиссёром Олегом Рясковым) и совместное производство с компанией «Телефабрика» (В 1997 году с режиссёром Романом Бутовским).

## Вещание
Передача выходила сначала на «РТР» по воскресеньям в 19:00, позже в 17:05, с повтором по понедельникам в 15:50. Программа исчезла с эфира из-за того, что стоимость программы не входила в рамки вечернего эфира канала — 36 тысяч долларов вместо положенных 8—12 тысяч. Потом вернулась в эфир на «ОРТ» и выходила там по субботам до 27 сентября 1997 года в 17:15, с 5 октября 1997 года по воскресеньям в 17:35, с апреля 1999 года — в 18:15. С 27 июня 2000 года вернулась в эфир в виде трансляции повторов, заняв сетку вещания во вторник днём в 10:50. Ведущий — Леонид Якубович.
Актёры: Юрий Чернов, Ольга Лапшина, Виктор Авилов, Вячеслав Гришечкин, Екатерина Черненкова, Александр Демидов, Александр Пятков, Евгений Графкин, Сергей Габриэлян, Николай Денисов, Валентина Березуцкая, Валентин Брылеев, Алексей Войтюк, Александр Коврижных, Наталья Платицына и др.

## Правила игры
Каждый выпуск имеет свою определённую тему. Чаще всего это важные исторические события, повлиявшие на развитие Российского государства. При помощи сложной системы производится жребий, а на выпавший эпизод актёры разыгрывают сцены из той или иной эпохи (как правило, пародийные) и на основе произошедшего игрокам задаётся вопрос.
Игра проходит в три тура, включая суперигру. За время игры игрокам нужно проехать полторы тысячи вёрст (с середины 1997 года — 1200; с 1998 года — 1000 вёрст). Приз: чек на 55 миллионов рублей (позже 50 тысяч, затем 10 миллионов рублей). В начале каждого тура происходит заезд участников на каретах. Кареты останавливаются, если кто-то из участников говорит слово «Стоп». Если цвет свечек совпадёт с цветом кареты, участник зарабатывает 200 вёрст (с 1998 года —100 вёрст). После заезда участники садятся на диван и ведущий задаёт вопросы, если участник даёт правильный ответ, то он получает 100 баллов. Победитель, набравший наибольшее количество баллов, получает право сыграть в суперигру.
В суперигре задаётся один вопрос с 3 вариантами ответов. Игроку нужно выбрать любую из карет, на котором должен находиться правильный ответ. Если игрок прошёл путь меньше 1500 вёрст, задаются блиц-вопросы. Количество блиц-вопросов в суперигре зависит от набранных игроком баллов. Если игрок открыл карету с верным ответом, то на карете зажигается фейерверк, и игрок становится обладателем чека.
У каждого зрителя в студии в руках есть воздушный шар одного из трех цветов, соответствующего цвету кареты игрока, за которого болеет зритель. Люди, которые болели за победителя, получали специальные призы от программы.